# 莫建成 (1981年)
莫建成（英語：Mok Kin-shing，1981年—），香港註冊社工、政治人物，末任民主黨副主席，前香港觀塘區議會副主席兼前順天選區議員，香港民主黨第十一屆中央委員會委員兼中央常務委員會委員。

## 生平
莫建成在觀塘區成長，一直在觀塘工作，曾經擔任民主黨順天前區議員何偉途、前立法局議員李華明的助理。2015年香港區議會選舉擊敗連任多屆區議員的民建聯郭必錚，當選為順天區議員。
| 政党   | 政党   | 候选人    | 票数  | %     | ±      |
| ------ | ------ | --------- | ----- | ----- | ------ |
|        | 民建聯 | ①. 郭必錚 | 3,136 | 37.97 | ▼11.14 |
|        | 民主黨 | ②. 莫建成 | 5,123 | 62.03 | ▲11.14 |
| 多数票 | 多数票 | 多数票    | 1,987 | 24.06 | ▲22.28 |

| 政党   | 政党   | 候选人    | 票数  | %     | ±      |
| ------ | ------ | --------- | ----- | ----- | ------ |
|        | 民主黨 | ①. 莫建成 | 2,864 | 50.89 | 不適用 |
|        | 民建聯 | ②. 郭必錚 | 2,764 | 49.11 | 不適用 |
| 多数票 | 多数票 | 多数票    | 100   | 1.78  | 不適用 |

## 區議會地區工作
1. 監察安達臣道發展。
2. 反對削減四順區巴士資源。
3. 監察小巴服務，改善脫班情況。
4. 改善新清水灣道擠塞問題。
5. 要求東九龍線盡快進行地區諮詢。
6. 爭取取消小三TSA。